# Hospital d'Illa

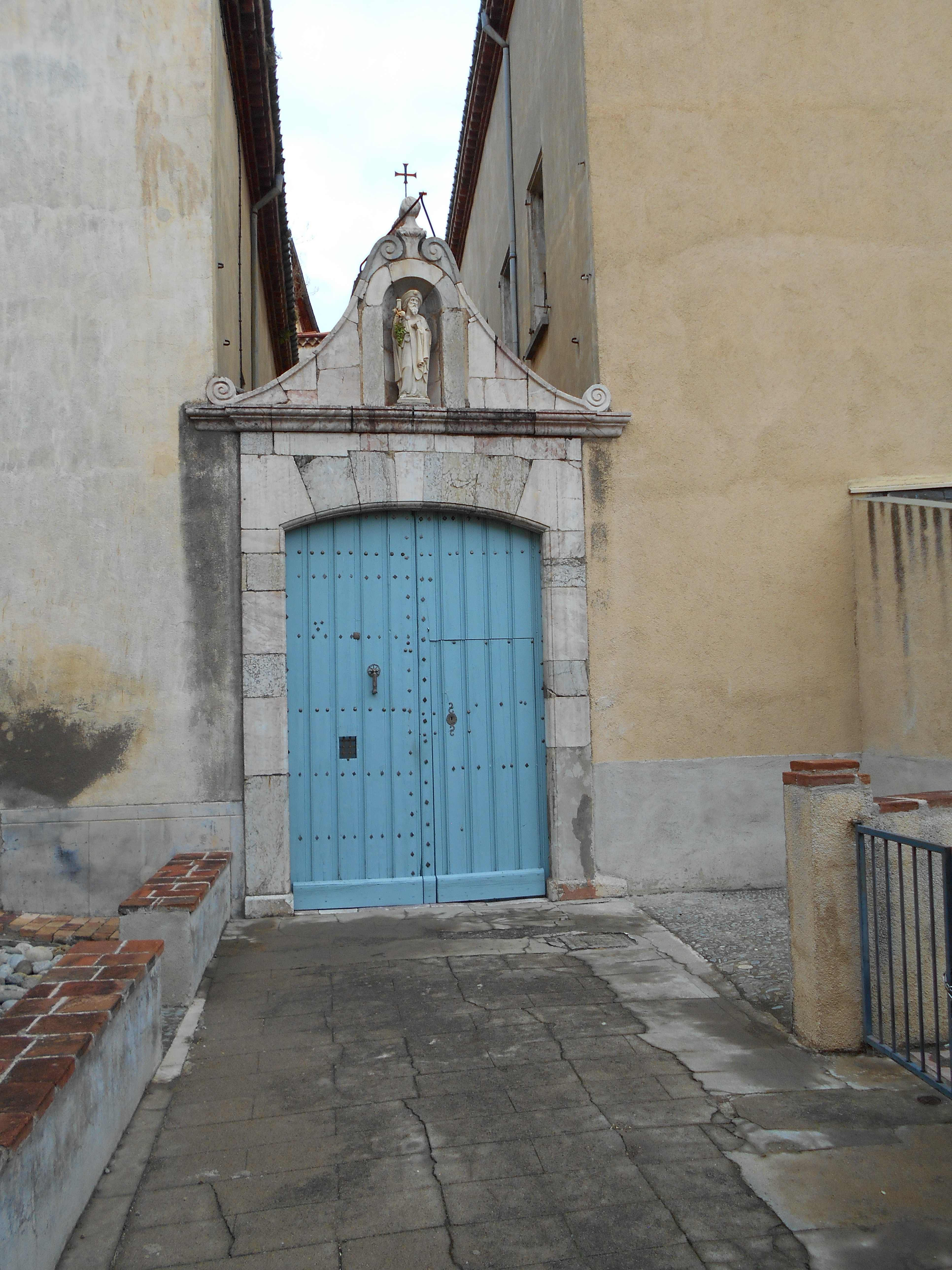
Porta de l'hospital

L'Hospital d'Illa, o Hospici d'Illa, és un hospital d'origen medieval situat a la vila d'Illa, a la comarca del Rosselló, a la Catalunya del Nord.
Està situat a l'extrem nord-est de la vila vella d'Illa, al costat de l'església de Santa Maria la Rodona.
L'Hospital d'Illa té els seus orígens a l'Edat Mitjana, però en la forma actual data dels segles xvii i XVIII, moment en què esdevingué hospital militar. Està format per una capella i per dues sèries de cambres. Avui dia és centre de recursos i de valorització del patrimoni català a través de l'art romànic i del barroc.
La col·lecció permanent presenta les pintures murals del segle xii (frescos de Casesnoves), un retaule i un front d'altar romànic, i pintures i escultures dels segles xvii i XVIII. Les exposicions temporals canvien regularment.